# Kubianka kotkowa

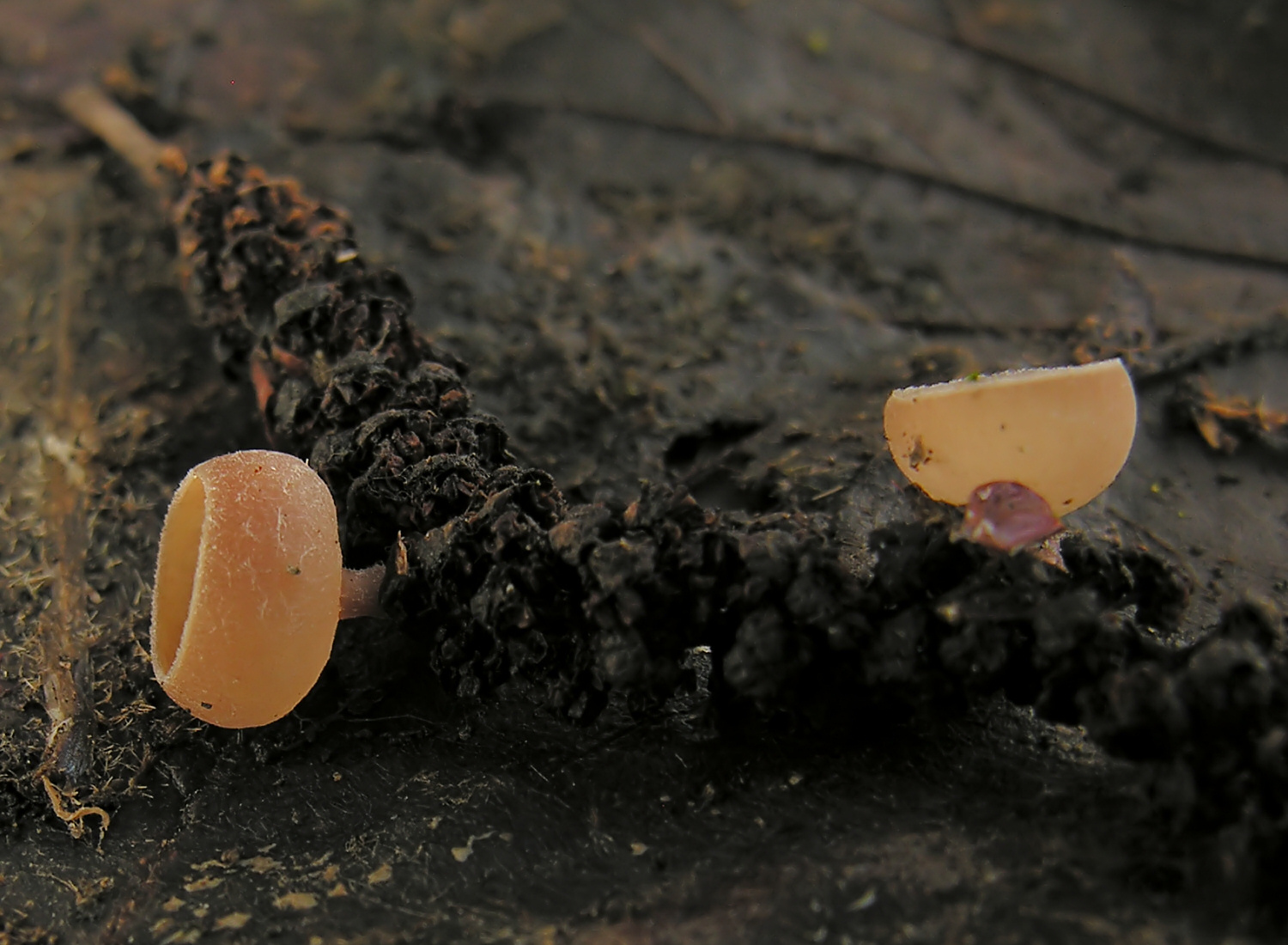

Kubianka kotkowa (Ciboria amentacea (Balb.) Fuckel) – gatunek grzybów z rodziny twardnicowatych (Sclerotiniaceae).

## Systematyka
Pozycja w klasyfikacji według Index Fungorum: Ciboria, Sclerotiniaceae, Helotiales, Leotiomycetidae, Leotiomycetes, Pezizomycotina, Ascomycota, Fungi.
Po raz pierwszy opisał go w 1804 r. E.G. Balbiani nadając mu nazwę Peziza amentacea. Obecną, uznaną przez Index Fungorum nazwę, nadał mu Leopold Fuckel w 1870 r.
Synonimy:
- Helotium amentaceum (Balb.) P. Karst. 1866
- Hymenoscyphus amentaceus (Balb.) W. Phillips 1887
- Peziza amentacea Balb. 1804
- Rutstroemia amentacea (Balb.) P. Karst. 1871[2].

## Morfologia
Owocniki
Typu apotecjum, początkowo kulisty, potem półkulisty, na koniec prawie płaski. Wyglądem przypomina puchar, składa się bowiem z miseczki osadzonej na dość długim trzonie. Miseczka ma średnicę 0,4-1 (,5) cm, za młodu jest rdzawobrązowa, w stanie dojrzałym raczej ochrowa, półprzezroczysta. Powierzchnia wewnętrzna (hymenialna) gładka, zewnętrzna matowobiała, krawędź miseczki jest przynajmniej początkowo pokryta białawymi płatkami, później czasami popękana lub pofalowana. Trzon cienki, o wysokości 5–30 mm i grubości 0,2–1 mm, zwykle wygięty, tej samej barwy co miseczka lub u podstawy nieco jaśniejszy, białawo matowy. Miąższ jest woskowaty.
Cechy mikroskopowe
Worki 8-zarodnikowe. Zarodniki eliptyczne, 6,5–11 × 4–6 µm, gładkie. Wierzchołki worków i wstawki są amyloidalne.
Gatunki podobne
Ciboria viridifusca rośnie jesienią na butwiejących szyszkach olszy. Wiosną na nerwach liści olszy rośnie Rutstroemia conformata.

## Występowanie i siedlisko
Kubianka kotkowa występuje w Ameryce Północnej, Europie i Azji. W Polsce M.A. Chmiel w 2006 r. przytoczyła 9 stanowisk, najstarsze podał Franciszek Błoński w 1896 r.
Grzyb saprotroficzny występujący na opadłych z drzewa kotkach leszczyny (Corylus) i olchy (Alnus), wierzby (Salix) lub topoli (Populus). Rośnie bardzo wczesną wiosną, czasem już pod koniec łagodnej zimy, od lutego do kwietnia. Owocniki niepozorne, choć zwykle pojawiają się w grupach. Gdy pogoda się ociepla, ich wzrost szybko się zatrzymuje.